# Fontanil-Cornillon
 Fontanil-Cornillon  es una población y comuna francesa, en la región de Ródano-Alpes, departamento de Isère, en el distrito de Grenoble y cantón de Saint-Égrève.

## Demografía
| 400 | 524 | 586 | 1123 | 1454 | 1682 | 2079 | 2454 |
| Para los censos de 1962 a 1999 la población legal corresponde a la población sin duplicidades (Fuente: INSEE [Consultar]) |     |     |      |      |      |      |      |

Forma parte de la aglomeración urbana de Grenoble.

## Hermanamientos
- Ponchatoula,  Estados Unidos
- Monte-Roberto,  Italia